# Lokahi Lani
『Lokahi Lani』（ロカヒ・ラニ）は、Def Techが2005年6月29日にリリースした2枚目のアルバム(フルレンスではなくミニ・アルバム仕様)である｡

## 概要
- CD EXTRA仕様で、「KONOMAMA」のプロモーションビデオが収録されている。
- TBS系テレビドラマ『ブラザー☆ビート』のBGMとしてこのアルバムから何曲か使われている。

## 収録曲
1. Lokahi Lani
「Lokahi Lani」はハワイ語であり、Unity Of Heavenという意味。この曲にはJAMOSAが参加。
2. このまま
Def Techの曲で唯一、曲名が日本語のみ。
3. In Outside
ロッテのグリーンガムBOXのCMで使われた。
4. KONOMAMA Def Tech reintroducing RIZE
2を、RIZEとのコラボレーションで再録したもの。歌詞が若干異なるが、掲載されていない。 PSP用ゲームルミネス2にもBGMとして収録。
5. Deep Blue

- MUSIC VIDEO.KONOMAMA Def Tech reintroducing RIZE